# غدب قراصي الأوراق
غدب قراصي الأوراق (باللاتينية: Scrophularia urticifolia ) هو نوع نباتي يتبع جنس الغدب من الفصيلة الغدبية.